# Ercole Marelli (azienda)
Il Gruppo Ercole Marelli, la cui ragione sociale era Ercole Marelli & C. S.p.A., è stata un'azienda italiana con sede a Milano e stabilimenti a Sesto San Giovanni, operante attraverso le sue controllate nei settori elettrotecnico, elettromeccanico ed aeraulico. Fondata nel 1891 da Ercole Marelli come piccola officina, fu una delle maggiori realtà industriali italiane, che raggiunse la sua massima espansione nella prima metà degli anni sessanta del XX secolo. In seguito, attraversò un lungo periodo di declino che la condusse alla sua liquidazione nel 1981.

## Storia

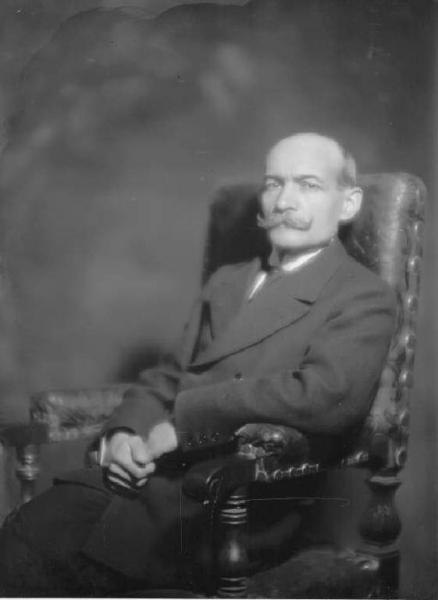
Il fondatore Ercole Marelli (1867-1922)

### Le origini dell'impresa (1891-1894)
Le origini dell'azienda risalgono al 1891, allorché Ercole Marelli (1867-1922), operaio , ex dipendente del Tecnomasio Italiano di Milano, fondò la ditta individuale Ercole Marelli & C., le cui attività si svolgevano in un laboratorio artigianale di 50 m² in via Ausonio 6, nel centro della città meneghina, quartiere Porta Genova. Dotato di un tornio di precisione, di un trapano e coadiuvato da un solo operaio, Marelli iniziò a fabbricare apparecchi di fisica e di geodesia, macchinette elettriche per gabinetti scolastici, pile, accumulatori e apparecchi elettromedicali.
Dopo appena un anno di attività, nel 1892, la ditta del Marelli ottenne il suo primo riconoscimento venendo premiata con una medaglia di bronzo all'Esposizione medico-igienica tenutasi a Milano, per gli apparecchi applicati alla medicina e alla chirurgia.
Un certo successo nelle vendite gli consentì nel 1893 di costituire, con il ragioniere Luigi Gorla, una società in nome collettivo dal capitale di 8.000 lire sotto la ragione sociale Marelli & Gorla, e fu trasferita in una più ampia officina in via Quadronno 11. Partecipò nello stesso anno, all'Esposizione medica internazionale di Roma e allargò la produzione a parafulmini, lampade ad arco e accumulatori elettrici portatili: costruì, tra l'altro, le batterie utilizzate per l'illuminazione dei lavori per il Traforo del Sempione. L'anno seguente, nel gennaio 1894, fece ingresso nella ditta un nuovo socio, l'ingegner Folli, e fu modificata la sua ragione sociale in Luigi Gorla & C., che tuttavia, dieci mesi più tardi, dovette sciogliersi.

### La ricostituzione della società e l'espansione nel periodo interbellico (1895-1945)

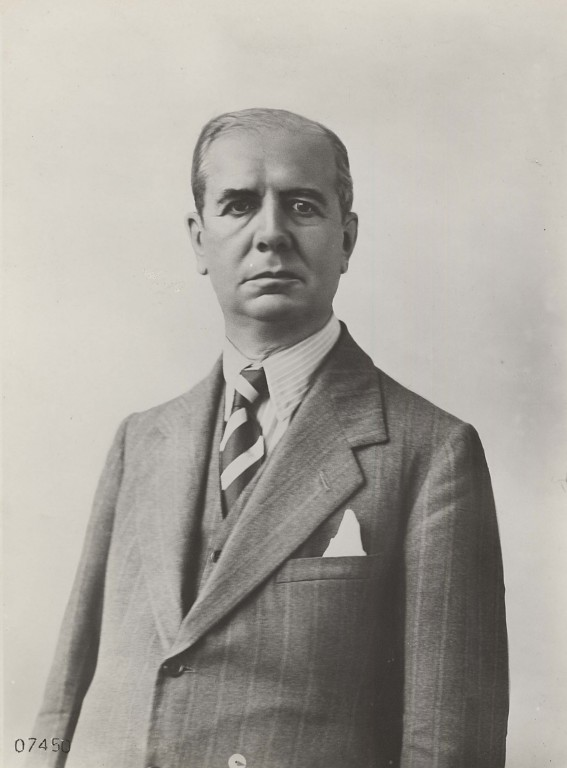
Antonio Stefano Benni, presidente della società dal 1922 al 1945

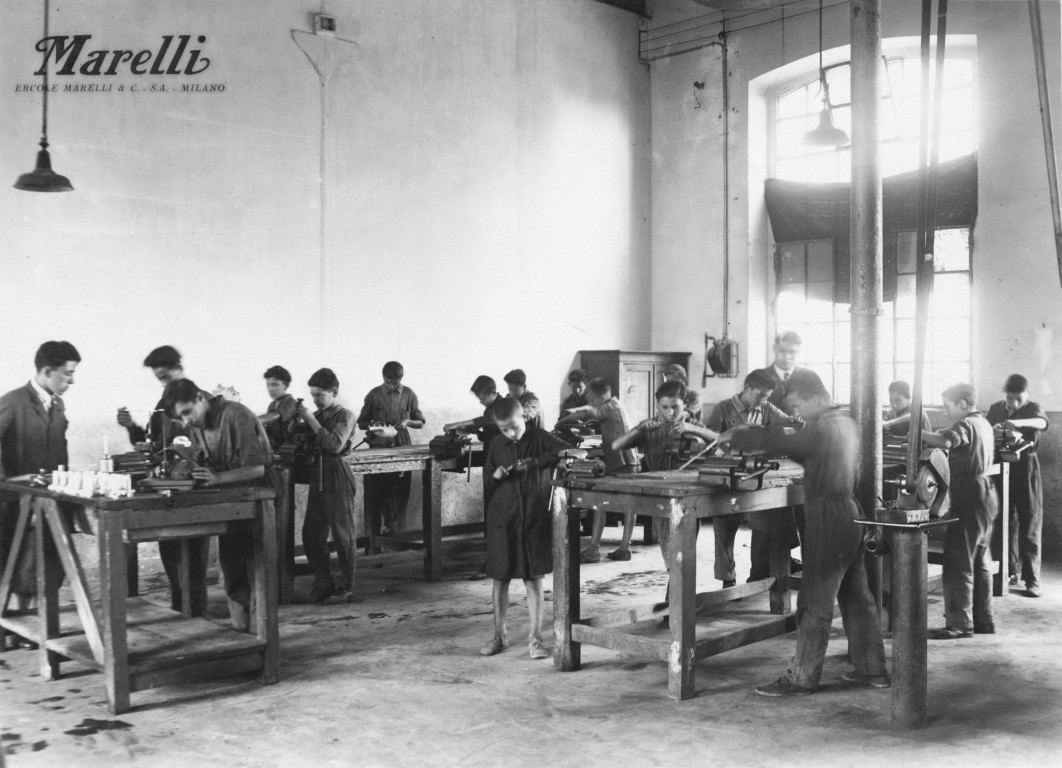
Sala fucine della scuola di avviamento professionale dell'azienda Ercole Marelli, nel 1934

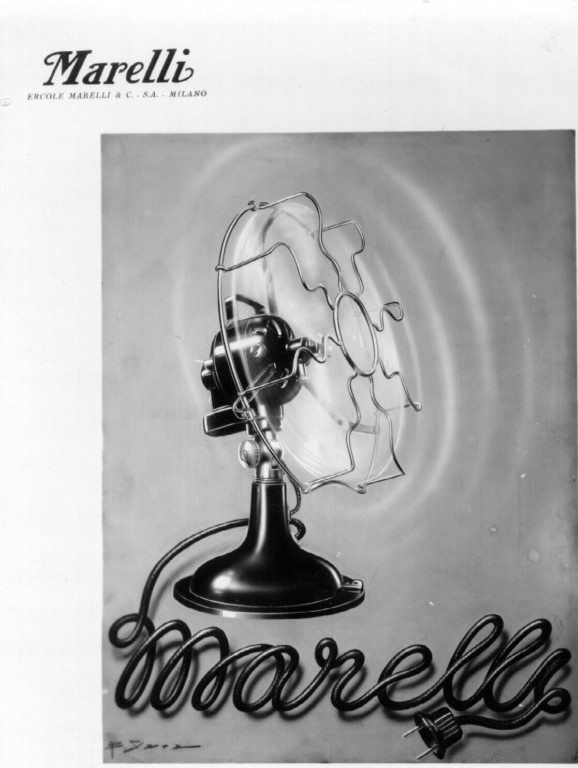
Immagine pubblicitaria dei ventilatori da tavolo Marelli del 1935

Dopo lo scioglimento della società con il Gorla ed il Folli, il Marelli decise di riprendere l'attività da solo e trovò nuovi sostegni finanziari: riuscì, infatti, a ottenere da Vincenzo e Vittorio Piatti, proprietari di un'area coperta di 150 m², sita in via Campo Lodigiano 15 e attrezzata con un motore a gas, un contratto d'affitto molto particolare.
In virtù della scrittura siglata il 10 marzo 1895, i locatari si impegnavano a versargli una somma di circa 500 lire equivalente al prezzo pattuito per la locazione e si facevano carico nel contempo di versare 1.200 lire alla Società del gas di Milano, a residuo pagamento del motore in dotazione all'officina. Il Marelli avrebbe saldato il suo debito mediante un rateo mensile di 54 lire, garantendo un interesse del 5% sui denari a lui lasciati a disposizione sia dai Piatti sia da un certo Busti, citato nell'atto di locazione quale proprietario di tutto il macchinario esistente nello stabilimento. Un paio di mesi più tardi, il Marelli ottenne dalla Cassa di Risparmio delle Provincie Lombarde un mutuo di 100.000 lire: la ditta, dal valore stimato di 50.000 lire, si stava preparando a una successiva, robusta fase espansiva.
La nuova ditta individuale Ercole Marelli avviò fin da subito le sue attività, e si presentava ingrandita rispetto a quella precedente, dato che il numero di operai impiegati era di 40 unità, superiori perciò rispetto ai 10 di prima. Nel 1896, importati dagli Stati Uniti, fecero la loro comparsa in Italia i primi «agitatori d’aria» (ventilatori) azionati elettricamente. Il Marelli intuì le potenzialità del mercato e si impegnò nella ricerca di un prodotto esteticamente più attraente dell'originale, meno pesante e meno ingombrante, facilmente adattabile a diverse esigenze e circostanze, ma pur sempre a prezzo contenuto. Nel 1897 brevettò, insieme con la società Brioschi e Finzi, un motore elettrico leggero a corrente continua, e tre anni più tardi, conclusa ormai la cosiddetta «guerra dei sistemi» (l'opzione fra l'alimentazione a corrente continua oppure alternata), fu la volta di un apparecchio automatico di avviamento per motori a corrente alternata. Nel 1898, fu avviata la produzione di ventilatori a uso domestico e l'officina fu trasferita in via Farini 21, su un’area di 750 m².
Il 28 febbraio 1900, la ditta fu trasformata in società in accomandita semplice con capitale di 125.000 lire ed assunse la ragione sociale Ercole Marelli & C.. Le attività furono spostate in un altro capannone di 3.500 m², sito anch'esso in via Farini ma al civico 36, e la gamma produttiva dell'impresa si era estesa ai ventilatori industriali, per il ricambio d'aria, per l'azionamento di forge e cubilots, per la ventilazione delle navi. Il numero degli operai arrivò a un centinaio e il fatturato, già superiore ai 5 milioni di lire nel quinquennio 1891-96, si andava decisamente configurando come risultato di attività di esportazione. Al 1912 il fatturato raggiunse i 43 milioni, metà dei quali realizzati all'estero. In quello stesso anno, fu avviato il nuovo stabilimento costruito a Sesto San Giovanni di oltre 100.000 m², e il numero complessivo di dipendenti della Marelli superava il migliaio di unità. Notevole fu anche la creazione di una struttura commerciale che comprendeva agenzie di rappresentanza e filiali di vendita, sia in Italia che all'estero. I prodotti della Marelli penetrarono sui mercati stranieri, in America Latina e nell'Europa orientale, ma anche in Francia, Austria, Germania e Inghilterra, e ciò fu sostenuto da una costante opera di marketing e da accurate campagne pubblicitarie.
Nel periodo in cui l'Italia partecipò alla prima guerra mondiale, la Marelli,come il resto dell’industria nazionale, dovette convertire la sua produzione per scopo bellico. Al termine del conflitto, l'azienda milanese uscì rafforzata, tant'è che il suo fatturato crebbe dai 10 milioni di lire del 1915 ai 42 milioni del 1920. Si specializzò nella produzione di magneti di accensione per automobili e per l'aviazione, per i quali vi fu un aumento della domanda, perciò nello stabilimento sestese fu attrezzato un reparto specifico per questa attività, e nel 1919 avvenne lo scorporo della medesima attraverso la costituzione della Fabbrica Italiana Magneti Marelli (FIMM), in compartecipazione con la casa automobilistica FIAT di Torino. Il patto sociale stabiliva paritetiche quote di capitale riservando, tuttavia, presidenza e direzione tecnica e commerciale alla Marelli. La sua gestione amministrativa fu affidata a Bruno Antonio Quintavalle, genero del Marelli.
Il 29 settembre 1920, con rogito del notaio Federico Guasti di Milano, avvenne la trasformazione in società anonima della Ercole Marelli & C., con sede in corso Venezia 22, dotata inizialmente di un capitale di 15 milioni di lire, successivamente aumentato a 30 milioni il 7 aprile 1921 per delibera fatta dall'assemblea dei soci tenutasi quel giorno. Il Marelli assunse il 72% delle azioni e il rimanente 28% fu sottoscritto da Antonio Stefano Benni che egli chiamava il suo «figliolo di lavoro»: entrato in azienda come dipendente nel 1894, ne divenne socio con una quota di 15.000 lire nel 1906 e proprietario di quasi un terzo del capitale sociale al momento della costituzione in società anonima. Nel 1921 sorse a Sesto San Giovanni il II stabilimento, "Grandi costruzioni", dove operai e tecnici di notevole professionalità costruivano trasformatori, generatori, elettromotrici, turboalternatori e grandi pompe destinati alle centrali idro e termoelettriche di tutto il mondo.
Nel 1922, morì il fondatore della società, che si era conquistato la fama di imprenditore illuminato grazie anche alle iniziative prese a favore dei lavoratori a partire dagli anni dieci, con la costruzione, ad esempio, di case per operai e impiegati. La presidenza della Marelli venne assunta dall'ingegner Benni che manterrà l'incarico fino al 1945, allorché verrà sostituito dal figlio di Ercole, Fermo Marelli. Il 16 maggio dell'anno medesimo fu costituita la Società Anonima Aeromeccanica Marelli, per le applicazioni dei ventilatori nell'industria, con capitale sociale di 500.000 lire. La direzione di Benni segnò una grande svolta nella politica finanziaria e produttiva dell'azienda: egli abbandonò la tradizione "paternalistica" del fondatore per abbracciare, all'avvento del Fascismo, le ultime teorie dell'«uomo macchina». Venne incrementata fortemente la produzione di grossi macchinari, come alternatori e trasformatori di sempre maggiore potenza per le più importanti aziende italiane del settore energetico e per molte società straniere.
Nel 1928, la Ercole Marelli & C. fece ingresso alla Borsa di Milano.
Nel periodo successivo alla Grande depressione del 1929, l'azienda milanese risentì della situazione di crisi economica internazionale di quel tempo, e per la prima volta nella sua storia aveva registrato significativi cali di produzione, del fatturato e dell'utile, con quest'ultimo che nel 1934 era in perdita per 5,5 milioni di lire. A partire dall'anno successivo, ci fu un'inversione di tendenza con gli utili che registrarono valori positivi, e nel 1939, l'azienda contava 3.500 dipendenti. Nel corso degli anni trenta si diede anche grande impulso alla sperimentazione e alla produzione di innovativi sistemi di comando per laminatoi forniti alle maggiori acciaierie italiane, dalla Falck, alla Terni e all'Italsider. Vennero potenziati, inoltre, gli altri comparti produttivi come quello del grande macchinario di propulsione per navi e quello degli equipaggiamenti elettrici per trasporti ferroviari e stradali.
La Marelli, per effetto dell'ingresso italiano nella seconda guerra mondiale avvenuto nel 1940, dovette nuovamente convertire la sua produzione per scopi bellici. La fabbrica di Sesto fu gravemente danneggiata dai violenti bombardamenti effettuati dall'aviazione alleata del 1944-45 nell'area milanese. Nel periodo della Repubblica Sociale Italiana, alcuni operai della fabbrica di Sesto legati al Partito Comunista Italiano che operava in clandestinità, formarono la 109ª Brigata Garibaldi "Giulio Casiraghi", facente parte delle SAP, che contava 430 aderenti.

### Il dopoguerra e la gestione di Fermo Marelli (1946-1974)

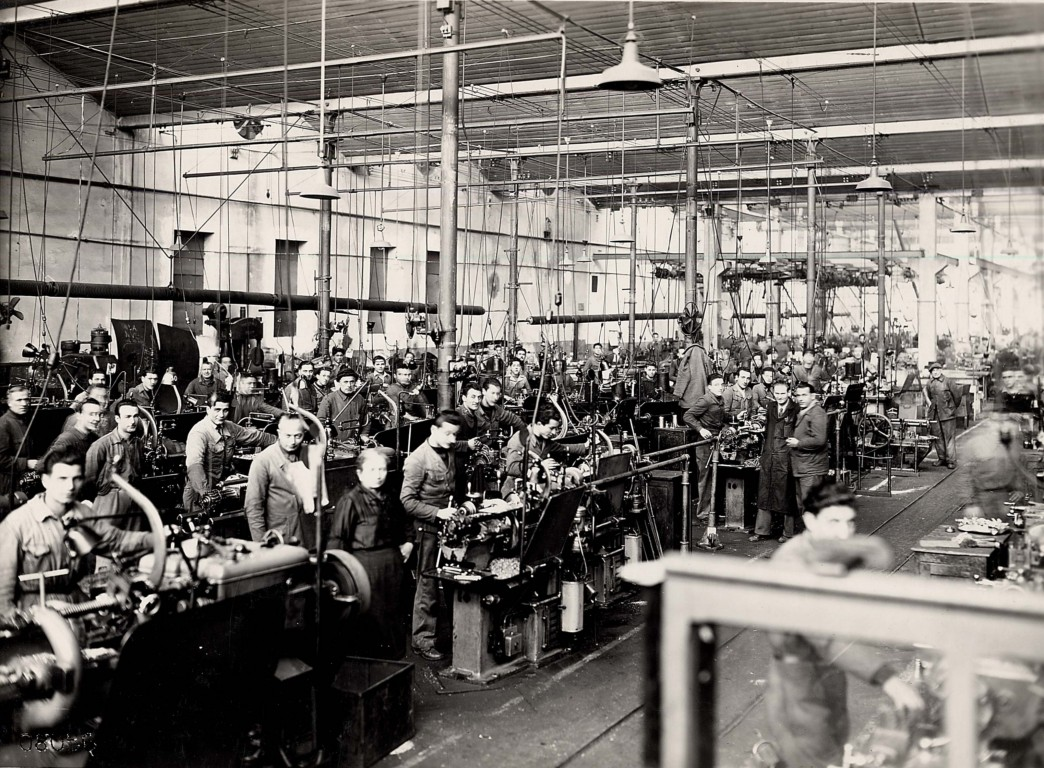
Operai al lavoro nel reparto di produzione dello stabilimento Ercole Marelli di Sesto San Giovanni, in un'immagine del 1948

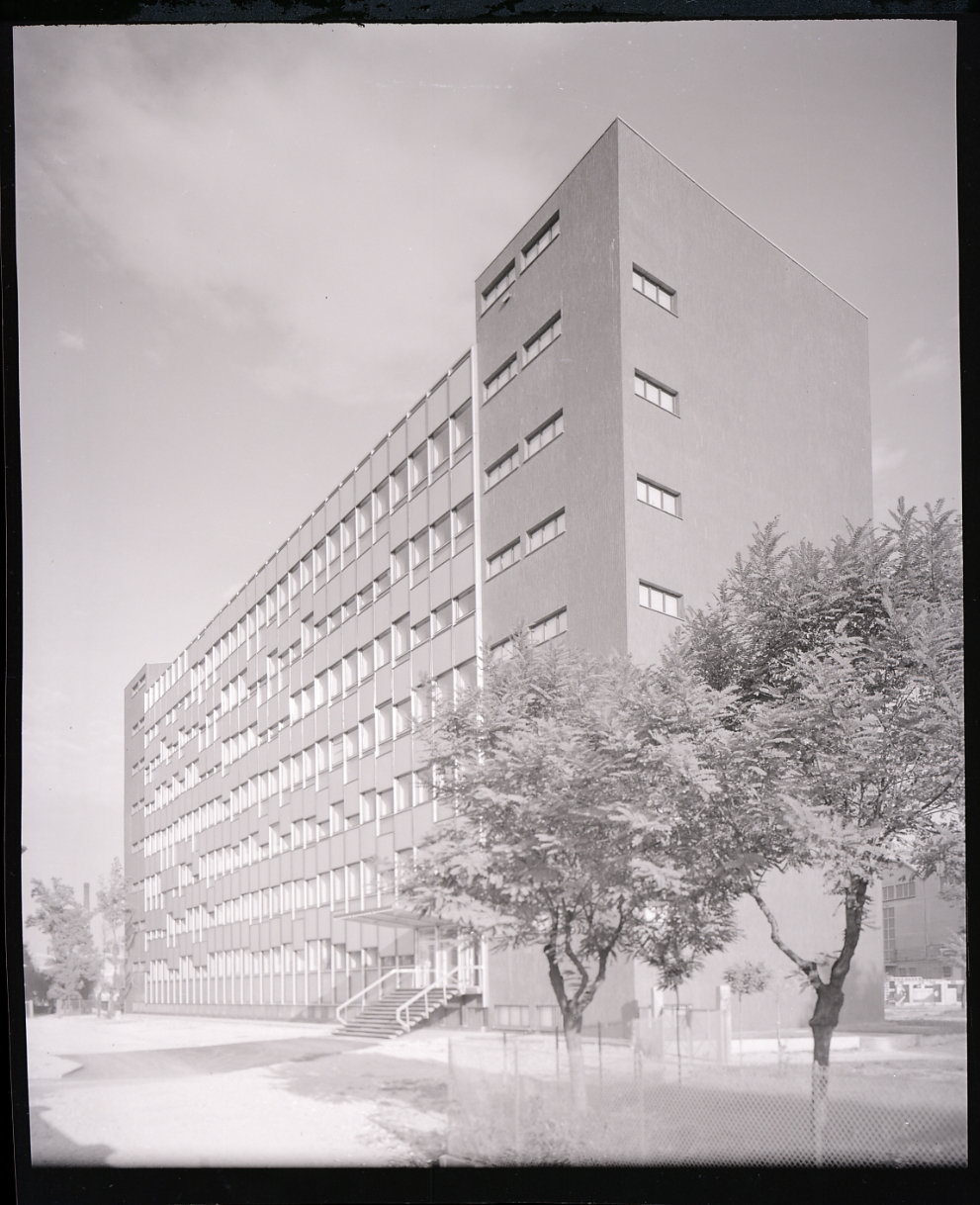
La sede della Marelli a Sesto San Giovanni in una foto di Paolo Monti del 1963, all'epoca del massimo sviluppo dell'azienda.

Dopo la conclusione della guerra avvenuta nel 1945, fu avviata la ricostruzione degli stabilimenti di Sesto danneggiati dalla guerra, e poco dopo ripartì la produzione. Nel 1946, l'ingegner Fermo Marelli, figlio del fondatore Ercole, assunse le redini dell'azienda di cui assunse la presidenza, che continuò sulle linee tracciate dalla precedente gestione.
Il secondo dopoguerra fu il periodo in cui l'azienda milanese ebbe il massimo sviluppo: negli anni sessanta esportava locomotive di grande potenza per le Ferrovie del Cile e diesel-elettriche per le ferrovie dell'Argentina. Nel 1960, il Gruppo realizzava un fatturato di 22 miliardi di lire, e l'organico contava 5.580 unità. Cinque anni più tardi, nel 1965, la Marelli incrementò ulteriormente i valori del fatturato, passato a 40,1 miliardi di lire, che la rese la dodicesima impresa italiana per dimensioni, così come il numero complessivo degli addetti che contava 7.305 unità.
A partire dal 1968, per far fronte all'abbassamento dei prezzi nel settore elettromeccanico, l'azienda iniziò una fase di radicale ristrutturazione e venne riorganizzata in quattro divisioni: Energia, Impianti e Sistemi industriali di trazione e per marina, Prodotti di serie, Aerotecnica. Altro fattore che portò alla ristrutturazione del Gruppo fu l'aumento del costo del lavoro verificatosi nel quadriennio 1959-1962 di oltre il 52%, a causa della contrattazione sindacale e dei maggiori oneri fiscali e contributivi imposti dallo Stato. In quello stesso anno, la quota del 50% posseduta in Magneti Marelli fu ceduta alla FIAT.

### L'era Nocivelli e la fine del Gruppo (1975-1981)
La Ercole Marelli & C. entrò in una fase di declino, al punto che nel 1975 le famiglie Marelli, Benni e Quintavalle furono costrette a cedere le proprie quote sociali. Nell'azienda fece il suo ingresso la holding El.Fi. S.p.A. dei fratelli Luigi e Gianfranco Nocivelli che rilevò il suo 34% e ne assunse il controllo, mentre dei vecchi soci rimasero solo la FIAT, con una quota pari al 13%, e la statunitense Westinghouse Electric. Nel 1976, dalla Westinghouse acquisì la brianzola Delchi, produttrice di apparecchi per la climatizzazione. Nel 1978, cedette la quota posseduta in SAE a Tecnomasio e Falck.
Luigi Nocivelli, divenne presidente della società, ma il nuovo assetto dirigenziale, tuttavia, non riuscì ad invertire la tendenza negativa e si arrivò in questo modo al marzo del 1981, quando l'imprenditore bresciano si dimise dalla carica, a cui succedette Vittorio Ponti. Nei mesi di aprile-maggio, la CONSOB sospese il titolo in borsa dell'azienda, e la medesima venne assoggettata alla procedura di amministrazione straordinaria in base alla Legge Prodi, affidata alla guida del commissario ingegner Renato De Leonardis, nominato dal Ministero dell'Industria.
La crisi del Gruppo culminò con la sua messa in liquidazione e la cessione delle aziende che lo costituivano a partire dal 1983.

## Informazioni e dati
Ercole Marelli & C. S.p.A. è stato un gruppo d'imprese con sede a Milano e stabilimenti di produzione a Sesto San Giovanni, nell'omonima provincia, operante nel settore elettromeccanico, con la produzione di dispositivi e impianti elettrici, componenti elettronici e apparecchi industriali.
Il Gruppo controllava le seguenti società:
- Adda Officine elettrotecniche e meccaniche S.p.A.
- Aermarelli S.p.A.
- Ercole Marelli Aeraulica S.p.A.
- Ercole Marelli Componenti S.p.A.
- Ercole Marelli Elettromeccanica Generale S.p.A.
- IEL-Industrie Elettriche di Legnano S.p.A.
- ITEM Impianti Tecnologici Ercole Marelli S.p.A.
- Rotos Pompe S.p.A.
- Società manifattura tele per cartiera S.r.l.[2]

Nel 1978, registrò un fatturato di 134,1 miliardi di lire ed una perdita d'esercizio di 1,5 miliardi, ed impiegava complessivamente 3.099 dipendenti.

### Archivio
L'archivio storico è conservato presso la Fondazione ISEC di Sesto San Giovanni, nel fondo Ercole Marelli (estremi cronologici:1896-1986).